# Eelkje Tuma
Eelkje Tuma (Ee, 18 maart 1966) is een in Zweden woonachtige Nederlandse schrijfster, die in het Fries publiceert.

## Achtergrond
Tuma studeerde culturele antropologie aan de Vrije Universiteit te Amsterdam, wat ze afrondde met een doctoraalscriptie over Noord-Zweedse begrafenisrituelen. Tuma woont sinds 1992 in Zweden, waar ze muziekdocente is en bij een school administratief werk verricht. Ze is gehuwd met de Zweedse auteur Mikael Niemi.

## Werk
Tuma debuteerde in 1992 met de roman Leafste lea, die handelt over de wijze waarop een jonge vrouw zich ontworstelt aan haar familie en achtergrond. In 2004 ontving Tuma in het kader van het project Fryske Modernen een werkbeurs van het Fonds voor de Letteren voor het schrijven van de roman Paadwizer, die in 2009 verscheen. Tuma, die zichzelf een langzame schrijfster noemt, werd bij de totstandkoming van dit boek begeleid door de Friese auteur Piter Boersma.

## Publicaties
- 1992: Leafste lea (roman)
- 2009: Paadwizer (roman)

- Gemeinsame Normdatei: 139640975
- International Standard Name Identifier: 0000 0000 7305 6145
- Library of Congress Control Number: nb2011026000
- Nederlandse Thesaurus van Auteursnamen: 153773847
- Virtual International Authority File: 102505105
- WorldCat: E39PBJycMJM7RBKRvf9Kt6cMfq